# Charlotte Township (Illinois)
Pour les articles homonymes, voir Charlotte Township.
Charlotte Township est un township du comté de Livingston dans l'Illinois, aux États-Unis,.

## Source de la traduction
- (en) Cet article est partiellement ou en totalité issu de l’article de Wikipédia en anglais intitulé « Charlotte Township, Livingston County, Illinois » (voir la liste des auteurs).